# Elènia menuda comuna
L'elènia menuda comuna (Elaenia chiriquensis) és un ocell de la família dels tirànids (Tyrannidae).

## Hàbitat i distribució
Habita garrigues, bosc obert, vegetació secundària i sabanes, localment a turons i muntanyes fins als 2200 m des del centre i sud-oest de Costa Rica, Panamà, Colòmbia, Veneçuela, Antilles Neerlandeses, i Guaiana, cap al sud, per l'oest dels Andes, fins al nord-oest de l'Equador i, a l'ample de l'est de Perú, nord i est de Bolívia i Brasil fins Paraguai i nord-oest i nord-est de l'Argentina.